# کارمل مور
کارمل مور (به انگلیسی: Carmel Moore)(زادهٔ ۱۹ ژوئن ۱۹۸۵ در انگلستان) هنرپیشه و بازیگر پورنوگرافی است.
در حال حاضر او به یکی از محبوب‌ترین بازیگران زن در این صنعت تبدیل شده‌است که شهرت او در سراسر بریتانیا و ایالات متحده آمریکا گسترش یافته‌است. در قسمت پایین کمر و پشت هر دو مچ پای وی، نوشته «هنری و نسرین» دیده ‌می‌شود.
او برای شرکت‌های بنگ‌ بروز، ریالیتی کینگز، برزرز، دیجیتال پلی‌گراوند و کام‌لودر کار کرده‌است.